# Ultima IV: Quest of the Avatar
Ultima IV: Quest of the Avatar, est un jeu de rôle sur ordinateur publié par Origin Systems en 1985. Le jeu est le quatrième de la série de jeux de rôle Ultima créée par Richard Garriott.

## Présentation
Ultima IV est le premier épisode de ce qui sera connu plus tard comme la trilogie de l’« Âge de lumière » et le premier de la série à s’écarter du modèle de base des jeux de rôle sur ordinateur (tuer un grand méchant) pour tendre vers une approche plus morale de l’histoire.
Selon ses propres propos, Richard Garriott commença l’écriture du jeu quand il prit conscience (aidé en cela par des lettres incendiaires de parents de joueurs) que des actions immorales — comme le vol ou le meurtre d’innocents citoyens — étaient nécessaires (ou pour le moins très utiles) pour terminer les précédents épisodes et il développa le scénario d’Ultima IV pour y remédier.
Techniquement, le jeu est très similaire à Ultima III, en plus grand. Pour la première fois dans la série, il était possible de discuter avec les personnages du jeu en spécifiant un sujet de conversation, déterminé par un ensemble de questions de base (nom, travail, santé) ou par des informations glanées auparavant. Plusieurs sous-quêtes du jeu se déclenchent ainsi.
Certaines pièces des inévitables souterrains présentaient des zones de combat spécialement écrites, en plus des combats habituels contre des ennemis aléatoirement générés. De plus, à partir de ce jeu, un scénario plus global commença à se développer afin de lier entre eux tous les Ultima ultérieurs. La carte du monde créée pour ce jeu fut utilisée quasiment sans aucun changement pour le reste de la série.
Richard Garriott considère qu'Ultima IV est sa plus grande réussite. Il a par ailleurs désormais autorisé le téléchargement libre de la version PC.

## Scénario
L’histoire d’Ultima IV est largement inhabituelle pour un jeu de rôle de ce type car elle ne tourne pas autour d’une incarnation du Mal qu’il faut vaincre à tout prix. Au contraire, le but du jeu est de devenir un « prophète » (nommé l’Avatar) d’une nouvelle « religion » (une « philosophie » de vie, plus précisément) pour le monde naissant de Britannia (fondé sur les ruines de Sosaria), en comprenant et exerçant les huit vertus de l’Avatar et en trouvant le « Codex de la sagesse ultime ».

## Accueil
| Ultima IV                |    |        |
| ACE                      | US | 92,9 % |
| AllGame                  | US | 4/5    |
| Computer and Video Games | US | 86 %   |
| Gen4                     | FR | 99 %   |
| Joystick                 | FR | 87 %   |
| Tilt                     | FR | 16/20  |

Le jeu a notamment été introduit dans le Hall of Fame du magazine Computer Gaming World dès sa création en mars 1988.